# Glimmerler
Glimmerler (på tysk Glimmerton, på engelsk mica clay) er en samlebetegnelse for forskellige lerarter, som er aflejret i det jyske og nordtyske område i den yngre del af Oligocæn, samt det meste af Miocæn. Navnet henviser til lerenes iøjnefaldende indhold af små korn af glimmermineralet muskovit, se foto. Lerene er som regel siltholdige og ofte finsandede; de er mørkfarvede af organisk stof (lignit), undertiden med grønlig tone efter mineralet glaukonit. I det danske område er det oligocæne glimmerler aflejret i havet, mens der fra Miocæn kendes både hav- og ferskvandsaflejringer af glimmerler. I Hamborg-området når lag af glimmerler en tykkelse op omkring 100 m, mens de i det jyske område er noget tyndere.
Betegnelsen glimmerler søges undgået i nyere dansk geologisk litteratur, da den opfattes som upræcis, men er stadig udbredt inden for ingeniørgeologi og geoteknik.

## Dannelse og forekomst
Lagene af glimmerler blev aflejret i et hav som dækkede de sydlige dele af det jyske område, mens der mod nord lå et lavtliggende landområde gennemsat af floder fra de norske fjelde. Det nordvest-sydøst orienterede kystområde var, i stil med Jyllands nuværende vestkyst, præget af sandbarrer, eller klitter, med bagvedliggende laguner, hvori blev aflejret brakvands- eller ferskvandsler, som er mørkfarvet pga et stort organisk indhold. Som følge af ændringer i havniveau gennem Miocæn flyttede kystområdet sig snart mod nord, snart mod syd, og lagserien et givet sted består derfor gerne af vekslende lag af marint glimmerler, barrieresand og brakvands-/ferskvandsglimmerler, stedvis med indslag af brunkul.
Dele af glimmerlerslagene er blevet borteroderet af Kvartærtidens gletsjere, men glimmerler forekommer mange steder på de centrale og sydlige dele af Jyske Halvø, i både Danmark og Tyskland. I bogserien Geologisk Set er angivet en række danske lokaliteter, hvor leret kan besigtiges, bl.a. Gram Lergrav.

## Anvendelse
Det miocæne glimmerler er i Danmark tidligere i Vestjylland blevet brugt til fremstilling af jydepotter, samt til teglfremstilling.
I Nordtyskland blev der ligeledes tidligere udvundet glimmerler til teglfremstilling, ofte fra små lokale forekomster. Glimmerler er impermeabel, eller vandstandsende, og er derfor også brugt som membran i bunden af regnvandsbassiner og opfyldninger.